# العاصي - البيت الأبيض (مسلسل)
العاصي -البيت الأبيض مسلسل لبناني درامي عرض في بجزئيه الأول والثاني 2018 والجزء الثالث في عام 2019 

## قصة العمل
يدور العمل حول عائلة الأبيض التي تشتهر بتجارة النفط، وهي واحدة من أغنى العائلات في لبنان حيث يعمل عميد العائلة، الخواجة جواد الذي يقوم، على معالجة الخلافات التي تنشأ بين أبنائه الثلاثة: إيوان وعاصي وعامر، حتى لا تتفتت الثروة التي جمعها بينهم من ناحية، وكي يحافظ على تماسك العائلة من ناحية أخرى. محاولا الحفاظ على تماسك العائلة بين الشدة واللين أحيانا، غير أن شدته تلك دفعت ابنه الأوسط عامر إلى الهرب بعيدا لرغبته في الاعتماد على نفسه حقق سبة مشاهدة عالية 

## الممثلون
- جويل داغر (روبي)
- جيسكار أبي نادر (عاصي الأبيض)
- كاتيا كعدي (ياسمينا )
- ميشال حوراني (إيوان الأبيض)
- جهاد الأطرش (جواد الأبيض)
- إيلي شالوحي (عامر الأبيض)
- جوزيف حويك (نمر)
- ريم خوري (سوزي)
- شيرين ساسين

## أبطال الجزء الثالث
- ساندرا رزق (سحر) [3]
- تمار أفاكيان (زينة)
- ربيع الزين (ساري)
- هادي قدوح (زاهي عبيد)